# Адаптивний інтелект
Адаптивний інтелект (англ. adaptive quotient) — це здатність людини швидко адаптуватися до нових умов життя.
Термін вперше згадувався письменником Полом Штольцом у 1997 році в книзі, яку він написав «Коефіцієнт негараздів: перетворення перешкод на можливості».
Адаптивний інтелект не має стосунку до віку людини і пов'язаний із звичкою людини працювати над собою.
Адаптивність є важливим показником, який включно до 5 ключових характеристик, які NASA шукає у співробітниках.
Поняття, які пов'язані з адаптивним інтелектом:
- адаптивне мислення — здатність подивитись на ситуацію з різних точок зору, приймати гнучкі рішення та ефективно вирішувати задачі.

- адаптивні навички — вміння та здібності, які допомагають людині впоратися із труднощами, викликами, змінами середовища.

## Оцінка адаптивності
Для оцінки адаптивності можна використовувати навички:
- прагнення вчитися;
- здатність долати виклики;
- ставлення до змін;

Характеристики людей з високим рівнем адаптації:
- гнучкість
- вирішення проблем
- допитливість
- навчання
- постійне вдосконалення
- бажання робити помилки
- не бояться невідомого
- прийняття майбутнього
- швидке відновлення
- самомотивація